# 임정우 (1978년)
임정우(林汀雨, 1978년 1월 20일 ~ )는 대한민국의 은퇴한 필드하키 선수, 지도자, 대학 교수이다.

## 학력
- 대원고등학교 졸업
- 한국체육대학교 졸업

## 경력
- 2000년 하계 올림픽 남자 하키 국가대표
- 2004년 하계 올림픽 남자 하키 국가대표

## 수상
- 2000년 하계 올림픽 남자 하키 은메달